# Olsenbandens allra sista kupp
Olsenbandens allra sista kupp är en norsk film från 1982 regisserad av Knut Bohwim. Filmen är den tolfte i serien om Olsenbanden.

## Handling
Kjell och Valborg ska fira silverbröllop, Kjell har tänkt köpa en päls till henne i present och behöver pengar.
Egon kommer ut från fängelset, och denna gång har han fått information om att oärliga anställda i försäkringsbolaget Høye Nord ska frakta fem miljoner kronor till Paris.

## Om filmen
Filmen är baserad på de danska filmerna Olsen-bandens flugt over plankeværket och Olsen-banden over alle bjerge, båda från 1981.

## Rollista
- Arve Opsahl - Egon Olsen
- Carsten Byhring - Kjell Jensen
- Sverre Holm - Benny Fransen
- Aud Schønemann - Valborg
- Sverre Wilberg - Hermansen
- Øivind Blunck - kriminalkonstapel Holm
- Ivar Nørve - Hallandsen
- Ove Verner Hansen - Biffen
- Harald Heide-Steen Jr. - taxichauffören
- Alf Nordvang - Bang-Johansen
- Rolv Wesenlund - hotellinspektör Adonisen